# هانس ساليناس
هانس ساليناس (بالإسبانية: Hans Salinas)‏ (23 أبريل 1990 بسانتياغو في تشيلي - ) هو مدرب كرة قدم ولاعب كرة قدم تشيلي في مركز الوسط. شارك مع منتخب تشيلي تحت 17 سنة لكرة القدم. أما مع النوادي، فقد لعب مع نادي كوبريسال وديبورتيس إيكيكي وأونيفرسيداد دي كونسيبسيون ‏.

## وصلات خارجية
- هانس ساليناس على موقع قاعدة بيانات كرة القدم.إي يو (الإنجليزية)
- هانس ساليناس على موقع Soccerway.com (الإنجليزية)
- هانس ساليناس على موقع عالم كرة القدم.نت (الإنجليزية)
- هانس ساليناس على موقع AS.com (الإسبانية)